# Bolboschoenus
Bolboschoenus (Asch.) Palla è un genere di piante palustri della famiglia delle Cyperaceae.

## Tassonomia
Il genere comprende le seguenti specie:
- Bolboschoenus caldwellii (V.J.Cook) Soják
- Bolboschoenus capensis (Burm.f.) Holub
- Bolboschoenus fluviatilis (Torr.) Soják
- Bolboschoenus glaucus (Lam.) S.G.Sm.
- Bolboschoenus grandispicus (Steud.) Lewej. & Lobin
- Bolboschoenus laticarpus Marhold, Hroudová, Duchácek & Zákr.
- Bolboschoenus maritimus (L.) Palla
- Bolboschoenus medianus (V.J.Cook) Soják
- Bolboschoenus nobilis (Ridl.) Goetgh. & D.A.Simpson
- Bolboschoenus novae-angliae (Britton) S.G.Sm.
- Bolboschoenus planiculmis (F.Schmidt) T.V.Egorova
- Bolboschoenus robustus (Pursh) Soják
- Bolboschoenus schmidii (Raymond) Holub
- Bolboschoenus stagnicola (Raymond) Soják
- Bolboschoenus yagara (Ohwi) Y.C.Yang & M.Zhan